# Rhabdomastix flava
Rhabdomastix flava là một loài ruồi trong họ Limoniidae. Chúng phân bố ở miền Tân bắc.